# General Dynamics F-16 Fighting Falcon
General Dynamics F-16 Fighting Falcon er en enmotors supersonisk multirolle jagerbomber, oprindeligt udviklet af General Dynamics (nu Lockheed Martin) for United States Air Force (USAF). Designet som en dagjager, beregnet på at opnå luftoverlegenhed, blev flyet videreudviklet til et succesfuldt bombefly/natjager/altvejrsjager multirollefly. Over 4.600 fly er blevet bygget siden produktionen blev godkendt i 1976. Selv om flyet ikke længere bliver indkøbt af U.S. Air Force, bliver forbedrede versioner stadig solgt til eksportkunder. I 1993 solgte General Dynamics sin flyproduktion til Lockheed Corporation, som senere blev en del af Lockheed Martin efter en sammenlægning i 1995 med Martin Marietta.
F-16s indretning har en del interessante detaljer. Flyet har en rammeløs 'hood' over cockpittet for at give forbedret udsyn, styrepinden er monteret i siden af cockpittet for at lette kontrollen under voldsomme manøvrer, sædet er lænet 30° bagud for at reducere effekten af g-kræfterne på piloten, og den første praktiske anvendelse af et reduceret stabilitet/fly-by-wire kontrolsystem, som gør flyet særdeles manøvredygtigt. F-16 har en indbygget M61 Vulcan 20mm kanon og 11 hardpoints til at holde våben, droptanke og andet udstyr. Selv om det officielle navn for F-16 er "Fighting Falcon" bliver kælenavnet "Viper" ("Hugormen") ofte benyttet af piloter og jordpersonalet, dels på grund af en lighed med slangen, men også fordi flyet minder om en type jager fra science-fiction tv-serien og -filmene om Battlestar Galactica.
Ud over den aktive tjeneste for U.S. Air Force, Air Force Reserve Command, og Air National Guard enheder, bliver flyet også benyttet af USAFs opvisningshold, U.S. Air Force Thunderbirds, og i rollen som modstander/aggressor fly af United States Navy. F-16 gør også tjeneste i luftvåbnene ved 25 andre nationer, heriblandt Danmark. I 2015 var det verdens mest talstærke fastvingefly i militær tjeneste.

## Udvikling

### Lightweight Fighter program
Erfaringerne fra Vietnamkrigen viste at der var behov for jagerfly der kunne tilkæmpe sig luftherredømmet, såvel som en bedre luftkamptræning for jagerpiloterne. Baseret på egne erfaringer i Koreakrigen såvel som hans arbejde som instruktør i jagertaktik tidligt i 1960'erne, ville Oberst John Boyd sammen med matematikeren Thomas P. Christie udvikle en teoretisk model der kunne vurdere et jagerflys evner i luftkamp. Boyds arbejde indikerede et lille og let fly, der kunne manøvrere med det mindst mulige energitab, og som havde en høj fremdrivningskraft i forhold til vægten ("thrust-to-weight ratio"). I de sene 1960ere samlede Boyd en gruppe ligesindede fornyere, som blev kendt som "The Fighter Mafia" ("Jager-mafiaen"), og i 1969 lykkedes det gruppen af skaffe midler fra USA's Forsvarsministerie til firmaerne General Dynamics og Northrop, så disse kunne studere koncepter baseret på teorierne.
Fortalere for USAFs F-X program var fjendtligt sindet over for projektet, fordi de opfattede det som en trussel mod F-15 programmet. Ledelsen af USAF skar igennem, fordi de forstod at budgettet aldrig ville tillade indkøb af tilstrækkeligt mange F-15 fly til at kunne udføre samtlige pålagte opgaver. "Advanced Day Fighter" ("Avanceret dagjager") konceptet blev omdøbt F-XX, og fik stigende civil politisk støtte under den reformvenlige viceforsvarsminister David Packard, som foretrak ideen om konkurrerende prototyper. Som et resultat blev "Air Force Prototype Study Group" ("Luftvåbnets prototype studiegruppe") stiftet i maj 1971, med Boyd som et af de vigtige medlemmer, og to af gruppens seks forslag fik finansiering, det ene var "Lightweight Fighter program" ("Letvægts Jager Programmet"). Ministeriet udsendte sin "Request for Proposals" (Invitation til fabrikanter til at indsende forslag på basis af et sæt specifikationer) den 6. januar 1972, og krævede en dagjager med en vægt omkring 9.100 kg (20.000 lb.) med en lille vendekreds, god acceleration og god rækkevidde, og optimeret for luftkamp i hastighedsområdet Mach 0.6 - 1.6 ved en højde af 9.100 - 12.000m (30.000 - 40.000 ft.). Dette var området hvor USAF studier forudså at de fleste luftkampe ville foregå i fremtiden. Den forventede pris på et produktionsfly var 3 millioner US$. Produktionsplanen var dog ikke sikker; USAF havde ikke endeligt besluttet at indkøbe vinderflyet.

#### Finalisterne udvalgt
Fem firmaer bød ind på opgaven, og i 1972 blev General Dynamics Model 401 og Northrop P-600 udvalgt til at blive bygget og testet som prototyper. GD og Northrop blev tildelt kontrakter på henholdsvis 37.9 mio. US$ og 39.8 mio. US$ for at fremstille YF-16 og YF-17, med begge prototypers første flyvning berammet til tidligt i 1974. For at imødegå modstand i USAF-hierarkiet, lykkedes det for Fighter Mafia og andre talsmænd for LWF at promovere ideen om at blande komplementære jagerfly i et mix af billige og dyre fly. Denne blanding ville tillade at USAF kunne få råd til at indkøbe tilstrækkeligt med fly. Ideen om en blandet styrke havde vundet almindelig genklang på den tid hvor prototyperne skulle konkurrere mod hinanden, og definerede forholdet mellem LWF og F-15 programmerne.
YF-16 blev udviklet af et team af General Dynamics ingeniører ledet af Robert H. Widmer. Den første YF-16 blev rullet ud 13. december 1973, og dens 90 minutter lange jomfruflyvning skete ved Air Force Flight Test Center (AFFTC) på Edwards AFB i Californien den 2. februar 1974. Flyets reelle første flyvetur var sket ved et uheld nogle dage før, under en køretest med høj fart på jorden den 20. januar 1974. Mens flyet kom op i fart fik en oscillation i kontrolsystemet først en af finnerne på det bagbords missil på vingetippen til at ramme jorden, så skrabede styrbords stabilatoren mod startbanen, og flyet begyndte at slingre mod kanten af startbanen. Testpiloten, Phil Oestricher, besluttede sig for at starte igennem for at forhindre et havari, og landede sikkert seks minutter senere. Skaderne var ubetydelige og blev hurtigt repareret, og den officielle første flyvning blev gennemført på det planlagte tidspunkt. YF-16s første supersoniske flyvning blev gennemført den 5. februar 1974, og den anden YF-16 prototype fløj første gang 9. maj 1974. Herefter fulgte de første flyvninger af Northrops YF-17 prototyper, henholdsvis den 9. juni og 21. august 1974. Under konkurrencen mellem prototyperne gennemførte YF-16 330 sorties med i alt 417 flyvetimer; YF-17s fløj 288 sorties, i løbet af 345 timer.

### "Air Combat Fighter" konkurrence
En stærkt forøget interesse fik ændret LWF så det blev et seriøst indkøbsprogram. De NATO - allierede lande Belgien, Danmark, Holland og Norge ønskede at udskifte de aldrende F-104G Starfighter jagerbombere. Tidligt i 1974 indgik partnerne en aftale med USA om, at hvis USAF indkøbte vinderen af LWF konkurrencen, ville de også overveje at indkøbe flyet. USAF stod også overfor at skulle udskifte sine F-105 Thunderchief og F-4 Phantom II jagerbombere. Kongressen i USA ønskede et større overlap mellem USAFs og Flådens indkøb af kampfly, og i august 1974 blev midler fra Flåden omdirigeret til et nyt Navy Air Combat Fighter (NACF) program, der ville være en 'maritimiseret' jagerbomber version af LWF. De fire NATO partnere havde stiftet "Multinational Fighter Program Group" (MFPG) og pressede på for at USA skulle tage en beslutning inden december 1974; som følge af dette øgede USAF tempoet i testprogrammet.
For at genspejle en seriøs interesse i at indkøbe en ny jagerbomber, blev LWF-programmet lagt sammen med den nye Air Combat Fighter (ACF) konkurrence. Dette skete i April 1974, i form af en bekendtgørelse fra USA's daværende forsvarsminister, James R. Schlesinger.
ACF ville ikke blive et 'rent' jagerfly, men et multirollefly, og Schlesinger gjorde det helt klart at ordrer på ACF ville være i tillæg til ordrer på F-15. Dette klarede at udrydde modstanden mod LWF. ACF øgede også presset på GD og Northrop, fordi det tiltrak yderligere konkurrenter, som alle var interesseret i at sikre sig en del af hvad der dengang blev kaldt "århundredets våbenhandel". Disse var Dassault-Breguet's foreslåede Mirage F1M-53, den britisk-franske SEPECAT Jaguar, og den foreslåede Saab 37E "Eurofighter". Northrop tilbød P-530 Cobra, som mindede meget om YF-17. Jaguar og Cobra blev hurtigt droppet, hvilket gav to europæiske og to amerikanske kandidater. Den 11. september 1974 bekræftede U.S. Air Force planerne om at indkøbe det vindende design for at udruste fem taktiske jager "Wings". Selvom computermodeller forudså et tæt løb, viste YF-16 sig at være betydeligt mere manøvredygtig, og var det enstemmige valg af de piloter der fløj flyene.
Den 13. januar 1975 bekendtgjorde ministeren for U.S. Air Force John L. McLucas at YF-16 var vinderen af ACF konkurrencen. De væsentligste årsager som ministeren fremhævede var YF-16s lave driftsomkostninger, større rækkevidde og en "betydeligt bedre" manøvreevne end den nærmeste konkurrent, YF-17, særligt ved supersoniske hastigheder. En anden fordel ved YF-16 var at den – i modsætning til YF-17 – benyttede den samme Pratt & Whitney F100 turbofan motor som blev benyttet i F-15; dette ville sænke prisen på motorer for begge programmer. Minister McLucas annoncerede at USAF planlagde at indkøbe mindst 650, men muligvis op til 1.400 produktionseksemplarer af F-16. I Flådens "Navy Air Combat Fighter" (NACF) konkurrence valgtes YF-17 den 2. maj 1975, og denne prototype blev basis for den senere McDonnell Douglas F/A-18 Hornet.

### Opstart af produktionen
Til at begynde med bestilte U.S. Air Force 15 stk. "Full-Scale Development" (FSD) fly (11 ensædede og fire tosædede) til sit flyvetest program, men dette blev reduceret til otte (seks F-16A ensædes og to F-16B tosædes). YF-16 designet fik nogen ændringer for at blive til F-16 produktionsvarianten. Skroget blev forlænget med 2,69 m (106 in.), der blev montere en større radome i næsen for at give plads til en AN/APG-66 radar, vingearealet blev forøget fra 26 til 28 m² (280 til 300 sq.ft.), halefinnen blev højere, de ventrale finner forstørret, der blev tilføjet to hardpoints, og en enkelt dør erstattede de to oprindelige døre over næsehjulet. Vægten af F-16 steg med 25% i forhold til YF-16 som følge af modifikationerne.
De otte FSD F-16 blev fremstillet af General Dynamics i Texas sidst i 1975; den første F-16A blev udrullet den 20. oktober 1976 og fløj første gang 8. december. Den første tosædede model fløj første gang 8. august 1977. Den første standard-produktions F-16A fløj første gang 7. august 1978 og leverancen af flyet blev accepteret af USAF den 6. januar 1979. F-16 fik sit officielle kælenavn "Fighting Falcon" den 21. juli 1980, hvor den gik i aktiv USAF tjeneste ved 34th Tactical Fighter Squadron, 388th Tactical Fighter Wing på Hill AFB i Utah den 1. oktober 1980.
Ved Paris Air Show den 7. juni 1975, underskrev de fire europæiske partnere (kendt som European Participation Group) kontrakter på 348 fly. Den samlede ordre blev fordelt som 116 fly til Belgien, 58 til Danmark, 102 til Holland og 72 til Norge. Der blev oprettet to europæiske produktionslinier, den ene i Holland ved Fokkers Schiphol-Oost fabrik, og den anden i Belgien ved SABCAs Gosselies fabrik. Disse to fabrikker ville henholdsvis producere 184 og 164 fly hver. Norges Kongsberg Vaapenfabrikk og Danmarks Terma A/S fremstillede forskellige komponenter til de europæiske fly. Den europæiske produktion blev officielt startet 1. juli 1977 i Fokker fabrikken. Fra november 1977 blev Fokker-producerede komponenter sendt til Fort Worth for samling af skroget, derefter sendt tilbage til Europa for færdiggørelse i den belgiske fabrik fra 15. februar 1978; leverancerne til det Belgiske Luftvåben startede i januar 1979. De første Hollandske fly blev leveret til Koninklijke Luchtmacht i juni 1979. I 1980 ankom de første fly til Luftforsvaret i Norge fra SABCA, og til Flyvevåbnet i Danmark fra Fokker.
I slutningen af 1980erne og begyndelsen af '90erne producerede Turkish Aerospace Industries (TAI) 232 stk. blok 30/40/50 F-16 på licens på en produktionslinie i Ankara. Flyene blev leveret til Tyrkiets Luftvåben (tyrkisk: Türk Hava Kuvvetleri). TAI producerede også 46 stk. blok 40 - fly til Egypten midt i 1990erne og 30 blok 50 - fly fra 2010. Korean Aerospace Industries åbnede en produktionsline for KF-16 programmet, og fremstillede 140 blok 52 - fly fra midt i 1990erne til omkring 2005. Havde Indien valgt at indkøbe F-16IN, ville en sjette produktionslinie være blevet bygget i Indien. I maj 2013 udtalte Lockheed Martin at der på daværende tidspunkt var tilstrækkeligt med ordrer til at fortsætte med produktionen af F-16 indtil 2017.

### Forbedringer og opgraderinger
En ændring der blev indført under produktionen var en udvidet 'pitch' (op/ned af næsen) kontrol, for at forhindre et "superstall" under flyvning med høje indfaldsvinkler. Stall-problemet var blevet fundet allerede under udviklingen, men var oprindeligt blevet skubbet til side. Modelforsøg med YF-16 udført af Langley Research Center afslørede et potentielt problem, men ingen andre laboratorier var i stand til at replikere problemet; senere flyvninger med FSD-flyet viste at der var en reel bekymring. For at løse problemet blev de horisontale haleflader forstørret med 25% på 'Block 15' flyene i 1981, og den forstørrede hale blev herefter monteret på tidligere producerede fly. Derudover blev der placeret en prominent monteret kontakt på instrumentpanelet, som kunne sætte halefladens udslagsbegrænser ud af funktion. Med begrænseren ude af funktion kunne piloten give stærkt øgede højderorsudslag, og dermed redde flyet ud af et superstall. Udover at formindske risikoen for et superstall, gav den forstørrede hale en forøget stabilitet, og tillod at flyet hurtigere kunne løfte næsen under starten.
I løbet af 1980'erne blev Multinational Staged Improvement Program (MSIP) (overs. "Multinationalt Trinvist Forbedringsprogram") sat i værk for at videreudvikle F-16s evner og muligheder, minimere risici under teknologiens videreudvikling, og for at sikre at flyet forblev værdifuldt. Programmet opgraderede F-16 i tre trin. MSIP processen tillod en hurtig introduktion af nye egenskaber, med lavere omkostninger og mindre risiko end ved traditionelle uafhængige opgraderingsprogrammer. I 2012 allokerede USAF 2,8 milliarder $ (US) til at opgradere 350 stk. F-16, mens man ventede på at F-35 skulle træde i tjeneste. En af de vigtigste opgraderinger er et automatisk GCAS (ground collision avoidance system - anti-jordkollisionssystem) for at reducere antallet af CFIT nedstyrtninger (Controlled Flight Into Terrain - flyet bliver fløjet i jorden under fuld kontrol). Den ombordværende kraft- og kølekapacitet er begrænsende for omfanget af opgraderingerne, som ofte involverer tilføjelsen af mere effektslugende flyinstrumenter.
Lockheed har fået mange af kontrakterne på at opgradere F-16 ejet udenfor USA. BAE Systems tilbyder også forskellige F-16 opgraderinger, og har fået ordrer fra Sydkorea, Oman, Tyrkiet og USA's Air National Guard; BAE mistede dog kontrakten i Sydkorea i november 2014 på grund af en prisoverskridelse. I 2012 gav USAF hele opgraderingskontrakten til Lockheed Martin. Opgraderingerne inkluderer Raytheons Center Display Unit, som erstatter adskillige analoge instrumenter med et enkelt digitalt display.
I 2013 kastede nedskæringer tvivl om USAFs evne til at færdiggøre Combat Avionics Programmed Extension Suite (CAPES), som var et sekundært program der bl.a. opgraderede Taiwans F-16 fly. General Mike Hostage fra Air Combat Command udtalte at hvis han kun havde penge til enten SLEP (service life extension program, en levetidsforlængelse) eller CAPES, ville han vælge at finansiere SLEP for at holde flyene på vingerne. Lockheed Martin besvarede rygterne om nedlæggelsen af CAPES ved at tilbyde en opgraderingspakke til en fast pris til udenlandske brugere. CAPES var ikke med i Pentagons budgetønsker i 2015. USAF sagde at opgraderingen ville stadig blive tilbudt Taiwans Luftvåben, og Lockheed sagde at fælles komponenter med F-35 ville holde prisen på radarsystemet nede. I 2014 bad USAF om tilbud på at udføre SLEP på 300 stk. F-16 type C/D.

### Flytning af produktionslinjen
Efter at have bygget F-16 jagerfly i mere end fire årtier i Texas, ønsker Lockheed Martin at flytte produktionslinjen til South Carolina, hvor det vil bygge nye udgaver af det aldrende kampfly til USA's allierede. Chefen for Lockheeds flysektor fortalte at de sidste F-16 skulle leveres fra Fort Worth fabrikken i september 2017, derefter vil der være et toårigt produktionsstop for at flytte produktionslinjen til Greenville, South Carolina. En svindende ordrebeholdning gjorde afbrydelsen mulig. Aktiviteterne for udvikling, design og modernisering er forblevet i Fort Worth, men det sidste fly fløj fra byen den 14. november 2017.

## Design

### Overblik
F-16 er et en-motors, særdeles manøvredygtigt og supersonisk multi-rolle taktisk kampfly; det blev designet til at være en omkostningseffektiv "arbejdshest" til kampsituationer, i stand til at flyve en bred vifte af forskellige typer missioner, og i stand til at være i beredskab døgnet rundt. Flyet er mindre og lettere end sine forgængere, men benytter sig af avanceret aerodynamik og højt udviklet avionics (flyelektronik), hvilket inkluderer den første anvendelse af relaxed static stability (flyet er ikke selvoprettende som et normalt fly) Fly-by-wire kontrolsystemer (RSS/FBW), for at maksimere manøvreevnen. F-16 er ikke bare særdeles adræt, det er også det første jagerfly skræddersyet til at modstå manøvrer med accelerationer på 9 g, og kan opnå en topfart større end Mach 2. Blandt flyets nyskabelser er den rammeløse 'boble'hood over cockpittet, der skal give piloten maksimalt udsyn, en side-stick styrepind (den er monteret i højre side af cockpittet i stedet for midt i), og et kraftigt tilbagelænet sæde for at reducere g-kræfterne på piloten. Flyet er bevæbnet med en intern M61 Vulcan maskinkanon i den bagbords vingerod, og har et antal hardpoints for ophæng af forskellige typer missiler, bomber, droptanke og særlige 'pods' (kapsler) til specielle formål. Flyet har en thrust-to-weight ratio større end en - motoren kan levere mere trykkraft end flyet vejer - hvilket gør at en F-16 kan stige og accelerere lodret.
F-16 blev designet til at være relativt billig i fremstilling, og simplere at vedligeholde end tidligere generationer af jagere. Flystellet er fremstillet af omkring 80 % aluminiumslegering i flykvalitet, 8% stål, 3 % kompositmaterialer, og 1,5 % titanium. Flapsne på forkanten af vingen, stabilatorerne, og de ventrale finner er fremstillet af en sammenlimet 'bikage'struktur af aluminium og forhudet med kulfiberforstærket epoxylaminat. Antallet af smøresteder, forbindelser i brændstofledningerne og antallet af udskiftelige moduler er betydeligt lavere end på forudgående fly, og 80% af inspektions- og servicelemmene kan tilgås uden stativer eller arbejdsplatforme. Motorens luftindtag blev placeret bag næsen, men alligevel så langt fremme at tabene fra luftstrømmen blev minimeret, og den aerodynamiske modstand reduceret.
Selv om LWF-programmet forlangte en levetid på flystellet på 4.000 flyvetimer, og i stand til at udholde en belastning på 7,33 g med 80% internt brændstof, besluttede ingeniørerne ved General Dynamics at designe flyet til en levetid på 8.000 flyvetimer og i stand til at foretage 9-g manøvrer fuldt optanket med internt brændstof. Dette viste sig fordelagtigt efter at flyets missioner ændrede sig fra ren luftkamp som jager til multi-rolle operationer. Ændringer i den operationelle anvendelse og yderligere systemer har forøget flyets vægt, hvilket har nødvendiggjort strukturelle forstærkninger af flere omgange.

### Generel konfiguration
F-16 har en reduceret deltavinge der går glat over i kroppen (et "Blended Wing Body", det er vanskeligt at se hvad der er krop og hvad der er vinge) og har forkroppen forsynet med "strakes" (aerodynamiske lister) til at udføre vortex-kontrol; under flykroppen den enlige turbofan jetmotors luftindtag med fast geometri og en 'splitter'plade til at forbedre luftindstrømningen ; et konventionelt tre-fladet halearrangement med haleplan og højderor sammenbygget til en stabilator; et sæt ventrale finner under skroget bag vingens bagkant; og et trehjulet underste med det styrbare og bagud optrækkelige næsehjul placeret umiddelbart bag motorens luftindtag. Der er en studs til lufttankning placeret bag den bobleformede 'hood' over cockpittet. Der er placeret et sæt split-flap luftbremser ved enden af skroget, på begge sider af motorens udstødning, og en fangkrog er monteret under skroget. Den strømlinede indkapsling mellem kroppen og sideroret indeholder ofte en bremsefaldskærm eller ECM (radar jammer) udstyr. De senere F-16 modeller har en lang 'bule' mellem sideror og cockpit, denne indeholder ekstra udstyr eller brændstof.
Studier af aerodynamik udført i 1960erne viste at et fænomen, 'vortex opdrift' kunne kontrolleres af en stærkt tilbagestrøget vingeforkant. Ved at udnytte dette fænomen sammen med en tynd vinge, er det muligt at flyve med en større indfaldsvinkel uden at stalle. Eftersom F-16 blev optimeret til at have størst mulig manøvredygtighed under luftkamp, valgte GDs designere en tynd deltavinge med afskårne tipper, forkanten tilbagestrøget i en vinkel på 40° og en lige bagkant. For at forøge manøvreevnen blev der valgt en vinge med variabel camber og et NACA 64A-204 profil; camberen er justeret ved hjælp af flaperons på vingens for- og bagkant, linket til et digitalt kontrolsystem (flight control system, FCS) og reguleret i forhold til de momentane manøvrer og hastigheden. F-16 har en moderat vingebelastning, som bliver reduceret af kroppens opdrift. Vortex opdriftseffekten bliver forøget ved hjælp af strakes der går fra vingeroden på vingens forkant og næsten frem til forkanten af cockpittet. Disse virker som en slags ekstra, smalle vinger, og genererer en højhastigheds vortex (hvirvel) der nærmest suger sig fast til vingens overside ved store indfaldsvinkler genererer ekstra opdrift, og forsinker et stall. Strakes tillader en mindre vinge med et lavere sideforhold, hvilket forøger rulningshastigheden og flyets længdestabillitet, mens det reducerer vægten. De kraftigere vingerødder øger også flyets strukturelle styrke, og gør det muligt at medbringe mere brændstof internt. Set lige oppe- eller nedefra giver vingen og dens strakes en profil der kan minde lidt om vingen på en Saab F-35 Draken.

### Bevæbning
Tidlige F-16 kunne bevæbnes med op til seks AIM-9 Sidewinder varmesøgende kortdistance luft-til-luft missiler, såvel som radarstyrede AIM-7 Sparrow mellemdistance missiler i et mix af våben. Nyere versioner understøtter AIM-120 AMRAAM. Flyet kan bære et udvalg af andre luft-til-luft missiler, et bredt udvalg af luft-til-jord missiler, raketter eller bomber; kapsler til elektroniske modforholdsregler (ECM), navigation, målmarkering eller til ekstra maskinvåben, såvel som droptanke. Dette kan medføres på 9 hardpoints – seks under vingerne, to på vingetipperne, og en under centerlinien af skroget. Yderligere to ophæng er til rådighed for sensor- eller radarkapsler. F-16 bærer en 20 mm (0,787 in) M61A1 Vulcan kanon beregnet på dogfighting (tæt luftkamp) og beskydning af jordmål. Kanonen er monteret inden i skroget på bagbords side.

### Negativ stabilitet og fly-by-wire
F-16 var den første produktionsjager som med vilje var designet til at være en smule aerodynamisk ustabil, på engelsk betegnet "relaxed static stability" (RSS), for at forbedre manøvreevnen. Langt de fleste fly er designet med positiv statisk stabilitet, som får flyet til at flyve vandret og ligeud hvis piloten slipper styregrejerne; dette reducere manøvreevnen, eftersom stabiliteten skal overvindes inden flyet udfører den ønskede manøvre. Fly med negativ stabilitet er designet til at afvige fra kurs og højde, hvis styregrejet slippes, og er derfor mere manøvredygtige. Et meget tidligt eksempel på et fly med negativ stabilitet er Sopwith Camel fra 1917. Ved supersonisk hastighed vinder F-16 stabilitet indtil den bliver positiv, på grund af de aerodynamiske ændringer.
For at modgå flyets tendens til at gå ud af kontrol - og undgå at piloten konstant skal korrigere flyet - har F-16 et firekanals ('quadruplex') fly-by-wire (FBW) kontrolsystem (Flight control system, FLCS). En computer (flight control computer, FLCC) modtager pilotens input fra joystick og pedaler, og bevæger styrefladerne så det ønskede resultat opnås uden tab af kontrol. En FLCC udfører hvert sekund tusinder af målinger af flyets bevægelser for automatisk at korrigere for afvigelser fra den af piloten valgte flyvebane. Dette har ledt til en lidt syrlig kommentar blandt F-16 piloter: "Du flyver ikke en F-16; den flyver dig."
Flyets FLCC har desuden indbygget begrænsere, der sætter grænser for bevægelserne omkring de tre akser beregnet ud fra flyets flyveretning, hastighed og indfaldsvinkel. Dette skal forhindre at kontrolfladerne skal kunne introducere ustabilitet, eller få så høj indfaldsvinkel at flyet staller. Begrænserene forhindrer også at flyet udfører manøvrer der overskrider 9 g. Praktiske flyveforsøg har dog vist at hvis man 'angriber' flere begrænsere samtidigt under flyvning med lav fart og høj indfalsvinkel, kan det resultere i en indfaldsvinkel der går langt ud over begrænsningen på 25°, hvilket sender flyet i et 'super-stall': flyet vil være i næsten frit fald med en indfaldsvinkel på 50° til 60°, enten i normal flyvestilling eller inverteret. Mens flyet er i denne tilstand er flyet stabilt, men kontrolfladerne har ingen effekt; begrænseren låser stabilatorerne i en af de ekstreme yderstillinger under forsøget på at komme ud af stall'et igen. Begrænseren kan manuelt sættes ud af funktion af piloten, så han kan "rokke" flyet ud af den farlige situation.
I modsætning til YF-17, der havde et hydraulisk/mekanisk kontrolsystem som backup for flyets FBW, tog General Dynamics fuldt ud det innovative skridt, og eliminerede samtlige mekaniske forbindelser mellem styrepind, pedaler og flyets rorflader. F-16 er fuldstændigt afhængig af sine elektriske systemer for at overføre styrebevægelser, hvilket ledte til det tidlige øgenavn "The electric jet" ("Det elektriske jetfly"). Quadruplex-designet har en indbygget fejltolerance, og kan håndtere et svigt i f.eks. en af de fire kanaler, og nedgradere systemet til at køre på tre. Flyets FLCC begyndte som et analogt system ombord i A/B varianterne, men er blevet erstattet med et digitalt computersystem fra og med F-16C/D Block 40. De tidlige F-16 kontrolsystemer led af følsomhed overfor statisk electricitet eller elektrostatiske udladninger (ESD). Op imod 70–80% af C/D modellernes elektronik var sårbare overfor ESD.

### Cockpit og ergonomi
En af de vigtigste egenskaber i F-16s cockpit er det ekstraordinært gode udsyn. "Boble"hooden over cockpittet er i et stykke polykarbonat, er fuglesikkert, og giver piloten frit udsyn 360° rundt, 40° udsyn nedad i siden og 15° ned over næsen (sammenlignet med de 12–13° på forudgående flytyper); pilotens sæde er hævet for yderligere at forbedre udsynet. Derudover mangler F-16s hood den bøjle som de fleste jagere har (hvor den oplukkelige del af hooden hviler på den forreste del) og flyet mangler dermed endnu en forhindring for pilotens udsyn fremad. Katapultsædet i F-16, et ACES II nul-nul (nul højde, nul hastighed) sæde, er kraftigt tilbagelænet i en vinkel på 30°; de fleste jagere har sædet tiltet 13–15° bagud. Det tilbagelænede sæde kan tage højere piloter, og øger pilotens modstandskraft overfor g-kræfter, men det har givet tilfælde af hold i nakken, muligvis fordi hovedstøtten har været indstillet forkert. Senere jagertyper fra USA har benyttet en mere moderat vinkel på 20°. På grund af sædets vinkel og den tykke hood, har katapultsædet ingen 'glaskniv' til at gennembryde hooden under en nødudstigning. Man har i stedet for valgt at afskyde hooden inden katapultsædets raket bliver affyret.
Piloten flyver primært flyet ved hjælp af en joystick monteret i styrbords armlæn (i modsætning til en normal centermonteret styrepind), et gashåndtag til motoren, monteret i bagbords side, og et konventionelt sæt rorpedaler. For at forøge pilotens kontrol af flyet under kampmanøverer med høj g-påvirkning er et antal knapper og funktionskontroller flyttet til gashåndtag og joystick efter HOTAS ("Hands On Throttle And Stick" - hænderne skal blive på gashåndtag og styrepind) princippet. Pres fra hånden blev overført elektrisk fra joysticket til flyets FBW-system, som igen kontrollerede flyets rorflader. Oprindeligt kunne joysticket ikke bevæge sig - det var ikke nødvendigt, fordi den var trykfølsom - men dette viste sig at være ukomfortabelt og vanskeligt at kontrollere for piloterne. Ofte resulterede det i at piloterne 'overroterede' (løftede flyets næse for brat eller for meget) under starten. Joysticken blev derfor modificeret så den kunne bevæge sig en smule. Siden HOTAS blev introduceret i F-16 er systemet blevet standard på moderne jagere.
F-16 har et head-up display (HUD), som fremviser visuelle flyve- og kampinformationer på en glasplade foran piloten uden at forhindre udsynet; det forøger pilotens situationsfornemmelse når han ikke hele tiden skal kikke ned i cockpittet. Yderligere flyve- og systeminformation bliver fremvist på multi-funktions displays (MFD). Det bagbords MFD er det primære flyvningsdisplay (Primary Flight Display, PFD), som typisk fremviser radarbilleder og bevægelige landkort; det styrbords MFD er flyets system display (SD), som fremviser information om motoren, understellet, slat og flap indstillinger, såvel som status på brændstof og våbensystemer. Oprindeligt havde F-16A/B monokrome billedrørs-displays; fra Block 50/52 blev de erstattet af LCD-skærme i farver. MLU introducerede kompatibilitet med natsynsbriller (NVG). Boeings Joint Helmet Mounted Cueing System (JHMCS) kan i forbindelse med missiler som f.eks. AIM-9X benyttes fra Block 40 og fremad, for målmarkering baseret på pilotens synsretning uden at være begrænset af flyets HUD.

### Radar
F-16A/B blev oprindeligt udrustet med en Westinghouse AN/APG-66 ildledelsesradar. Dens "planar array"-antenne var designet så kompakt at den kunne passe inden i den relativt lille næse på en F-16. Kikker radaren opad, bruger APG-66 en lav Pulse repetition frequency eller PRF ('Impuls-repetitions frekvens', hvor mange gange pr. sekund at radaren udfører et scan) for målsøgning i mellem- til stor højde, hvor der forventes en ringe mængde clutter (uønskede radarekkoer), og når radaren kikker nedefter benytter den en mellemstor PRF for at imødegå den langt større mængde clutter. Den har fire arbejdsfrekvenser i X-båndet (8-12 GHz), kan operere på fire forskellige måder under luftkamp og syv måder under jordmålsangreb, selv om natten eller i dårligt vejr. Block 15s APG-66 Version 2 - model fik en forbedret signalbehandling, større sendeeffekt, og forbedret pålidelighed og forlænget rækkevidde under driftsvilkår med stærkt clutter, eller hvor modstanderen ved hjælp af elektronisk krigsførelse forsøger at jamme radaren. "Mid-Life Update" (MLU) programmet introducerede en ny model APG-66 V.2A, som arbejder hurtigere og har mere hukommelse.
AN/APG-68 er en videreudvikling af APG-66, og blev introduceret i F-16C/D Block 25. APG-68 har større rækkevidde og bedre opløsning, kan operere på 25 måder, bl.a. kartografering af det overfløjne område, en 'snævrere' søgestråle ved hjælp af Doppler, finde mål der bevæger sig på jorden, finde sømål, og kan forfølge op til 10 mål samtidigt. Fra model APG-68 V.1, introduceret i Block 40/42, er der fuld kompatibilitet med Lockheed Martins LANTIRN ('Low-Altitude Navigation and Targeting Infra-Red for Night') infrarøde målsøgnings- og navigationssystemer, og en Doppler høj-PRF 'continuous-wave' (CW) målfølgning der kan anvendes til at 'oplyse' et mål for semi-aktive radarsøgende missiler som f.eks. AIM-7 Sparrow. F-16 fra Block 50/52 benyttede til at begynde med den mere pålidelige APG-68 V.5, som har en programmerbar signalprocessor som benytter 'Very-High-Speed Integrated Circuit' (VHSIC) teknologi. 'Advanced Block' 50/52 (eller 50+/52+) er udstyret med APG-68 V.9 radar, som har en 30% større luft-til-luft målfindingsafstand og en synthetic aperture radar (SAR) mode for højopløsnings kartografi, måldetektion og målgenkendelse. I august 2004 fik Northrop Grumman kontrakt på at opgradere APG-68 radarsystemerne fra Block 40/42/50/52 - flyene til V.10 standarden, som gav autonom altvejrs-måldetektion og målfølgning for GPS-assisterede præcisionsvåben, SAR kartografi og terræn-følgende (TF) modes, såvel som fejlkorrektion i alle modes.
F-16E/F er udrustet med Northrop Grummans AN/APG-80 active electronically scanned array (AESA) radar. Northrop Grumman udviklede den seneste AESA radar opgradering for F-16 (valgt til USAF og Republikken Kinas F-16 opgraderinger), som blev kaldt Scalable Agile Beam Radar (SABR). I juli 2007 bekendtgjorde Raytheon at de var i gang med at udvikle en næste-generations radar ('Next Generation Radar', RANGR) baseret på deres tidligere AN/APG-79 AESA radar, beregnet på at konkurrere med Northrop Grummans AN/APG-68 og AN/APG-80 for F-16.

### Motor
Den oprindelige motor som blev valgt til F-16 var Pratt & Whitney F100-PW-200, en turbofan-motor med efterbrænder. Dette er en modificeret udgave af motoren der bliver benyttet i F-15, F100-PW-100, men med en effekt på 106,0 kN (23.830 lbf) trykkraft. Under tidlige testflyvninge blev det opdaget at motoren havde en tendens til kompressorstalls og "rollbacks", hvor motoren spontant ville reducere effekt til tomgang. Indtil problemerne blev løst beordrede Air Force at F-16 kun måtte flyves så langt fra basen at man kunne returnere og gennemføre en svævelanding uden motor. Det var standard-motoren for F-16 til og med Block 25, med undtagelse af de reviderede Block 15 - fly som blev opgraderet med 'Operational Capability Upgrade' (OCU). OCU introducerede F100-PW-220 med 105,7 kN (23.770 lbf) trykkraft, og denne motor blev senere installeret i Block 32 og 42 fly: den primære forbedring var en elektronisk motorstyring ('Digital Electronic Engine Control', DEEC), som forbedrede motorens pålidelighed og reducerede hyppigheden af kompressorstalls. Fra produktionsstarten i 1988, begyndte "-220" motoren at erstatte F-15s "-100", for kun at have en fælles motortype. Mange af "-220" motorerne på Block 25 og senere fly blev fra 1997 opgraderet til "-220E" standarden, som forbedrede pålideligheden og vedligeholdelsen; antallet af ikke-planlagte motorskift blev reduceret med 35%.
F100-PW-220/220E motoren var resultatet af USAFs 'Alternate Fighter Engine' (AFE) program (i folkemunde kendt som "Den Store Motorkrig"), som også gjorde General Electric til leverandør af F-16 motorer. Deres F110-GE-100 turbofan var begrænset af den oprindelige indsugning til at levere en trykkraft på 114,5 kN (25.735 lbf), hvorimod en anden type indsugning, 'Modular Common Inlet Duct', tillod at F110 kunne yde sin maksimaleffekt på 128.9 kN (28,984 lbf). For at skelne mellem fly produceret med disse to motorer og indsugninger, gav man fra Block 30 numre der endte med "0" (f.eks. Block 30) til fly med en GE motor, og numre der ender med "2" (f.eks. Block 32) har Pratt & Whitney motorer.
Opgraderingsprogrammet 'Increased Performance Engine' ('motor med forøget ydelse', IPE) førte til at F110-GE-129 med 131,6 kN (29.588 lbf) blev installeret i Block 50, og F100-PW-229 (129,4 kN / 29.160 lbf) i Block 52. F-16 begyndte at flyve med disse IPE-motorer fra først i 1990erne. Alt i alt, af de 1.446 F-16C/D der blev bestilt af USAF blev 556 leveret med F100-serie motorer og 890 med F110. Block 60 - flyene tilhørende de Forenede Arabiske Emirater er udrustet med General Electric F110-GE-132 med en maksimal trykkraft på 144,6 kN (32,500 lbf), den kraftigste motor der er udviklet til F-16.

## Operationel historie
F-16 Har deltaget i et temmelig stort antal konflikter, de fleste af disse i Mellemøsten.
Flyet har deltaget i adskillige luftkampe, uden at ét eneste er blevet skudt ned af fjendtlige fly. En pakistansk F-16 blev i 1987 under den afghansk-sovjetiske krig skudt ned af en anden pakistansk F-16 ved et uheld. F-16 har nedskudt 64 fjendtlige fly og flere F-16 er blevet skudt ned af luftværnsmissiler og antiluftskyts.

### Danmark
F-16 danner grundstammen i Flyvevåbnet. F-16 blev indført i 1980, hvor eskadrillerne 723 og 726 på Flyvestation Aalborg skiftede fra F-104 Starfighter-jagerne og eskadrillerne 727 og 730 på Flyvestation Skrydstrup skiftede fra F-100 Super Sabre-jagerbomberne. I 1993 overtog F-16 fotorekognosceringen fra Eskadrille 729's RF-35 Draken-fly fra Flyvestation Karup. I 2005 blev alle F-16 samlet under Fighter Wing Skrydstrup (Esk. 727 & 730).
De danske F-16-fly er løbende blevet opdateret (bl.a. med MLU – Mid Life Update) og modsvarer en ny Block 50/52 mht. instrumenter og våbensystemer. De benævnes derefter F-16AM og F-16BM. De danske F-16-fly har bl.a. AMRAAM, LANTIRN, JDAM, LGB, hjelmsigte og Link 16. En synlig forskel på F-16A og F-16AM er de fire IFF-antenner (Bird Slicers) foran cockpittet.
Danske F-16 har siden 1984 deltaget i Red Flag, som er en stribe af realistiske øvelser i USA, og scoret høje points.
Uddrag af F-16's internationale indsats i det danske flyvevåben:
- 1999: Ni F-16-fly fra Eskadrille 730 deltog i bombningerne mod det tidligere Jugoslavien fra Grazzanise AB, Italien.[102]
- 2001-03: Seks F-16-fly fra Eskadrille 727 fløj 743 missioner over Afghanistan, hvor de bombede Taleban og al-Qaeda fra Ganci AB, Kirgisistan.[102]
- 2004: Baltic Republics Air Police; fem F-16-fly fløj 48 missioner som afvisningsberedskab for Estland, Letland og Litauen, fra juli til oktober fra Siauliai AB i Litauen.[103]
- 2011: Seks F-16-fly deltager i opretholdelsen af FN's flyveforbudszone over Libyen.[104]

Senest omkring 2020 skal F-16 trods moderniseringer udskiftes, da flyvestel kun er beregnet til at holde et vist antal tusind flyvetimer. Det skyldes faren for metaltræthed. Fire kandidater blev overvejet som afløser for F-16: F-35 Lightning II (Joint Strike Fighter), Gripen NG (Next Generation), F/A-18E/F Super Hornet og Eurofighter Typhoon. F-35 Lightning blev valgt af den danske regering.
Passagerfly med hjemvendte, guldmedaljevindende herrelandshold eskorteres af F-16-fly i dansk luftrum.

### Egypten
Den 16. februar 2015 angreb egyptiske F-16 våbenlagre og træningslejre i Libyen, tilhørende militante tilknyttet dommedagssekten Islamisk Stat. Dette skete som hævn efter halshugningen af 21 egyptiske koptere. Luftangrebene dræbte 64 militante ISIS-medlemmer, herunder 3 af sektens ledere i Derna og Sirte ved kysten.

### Israel
F-16s første luftsejr lykkedes for Heyl Ha'Avir (Israels Luftvåben, IAF) over Bekaa-dalen den 28. april 1981, imod en syrisk Mil Mi-8 helikopter, som blev skudt ned med kanonild. Den 7. juni 1981 angreb otte israelske F-16, eskorteret af F-15 jagerfly, den Irakiske Osirak atomreaktor, der var under opførelse nær Baghdad. Operationen, Operation Opera, var første gang F-16 deltog i et betydeligt jordmålsangreb. Angrebet skete for at nægte Saddam Husseins regime adgang til fremstillingen af kernevåben.
Året efter, under Israels invasion af Libanon 1982 engagerede israelske F-16 et antal syriske kampfly i et af de største luftslag der involverede jetfly. Kampene startede den 9. juni og fortsatte i to dage. IAFs F-16 blev krediteret med 44 luft-til-luft nedskydninger under konflikten.
I januar 2000 afsluttede Israel indkøbet af 102 stk. nye F-16I fly, i en handel til 4,5 milliarder US$ (Uvist om det er U.S. eller europæiske enheder). F-16 blev også anvendt til jordmålsangreb i Libanon. Israelske F-16 deltog også i Libanon-krigen 2006og i Israel-Gaza-konflikten 2008-2009. Under og efter Libanon-krigen 2006 har israelske F-16 nedskudt et antal iransk fremstillede droner, fløjet af Hezbollah. Dronerne blev nedskudt med Rafael Python 5 luft-til-luft missiler.
Den 10. februar 2018 blev en IAF F-16I skudt ned i det nordlige Israel, da den blev ramt af et relativt gammelt S-200 jord-til-luft missil (NATO-navn SA-5 Gammon) fra det syriske luftforsvar. Piloten og navigatøren skød sig sikkert ud med katapultsæderne indenfor israelsk område. Flyet havde deltaget i et bomberaid imod syriske og iranske mål omkring Damaskus, efter en iransk drone havde entret israelsk luftrum og var blevet skudt ned. En IAF undersøgelse afgjorde den 27. februar 2018 at tabet skete på grund af en pilotfejl.

### Pakistan
Under den afghansk-sovjetiske krig skød F-16 fra Det Pakistanske Luftvåben (PAF) mindst otte fly ned, efter at disse havde entret det pakistanske luftrum fra Afghanistan. Nedskydningerne skete mellem maj 1986 og januar 1989. De første tre (to Afghanske Su-22 og en An-26) blev skudt ned af to pakistanske piloter. Pakistanske piloter nedskød senere yderligere fem fly: to Su-22, to MiG-23, og en Su-25. De fleste nedskydninger blev gennemført ved hjælp af AIM-9 Sidewinder missiler, men mindst et fly (en Su-22) blev ødelagt af kanonild. Flight Lieutenant Khalid Mahmoud er tilskrevet tre af disse luftsejre. En F-16 gik tabt under disse kampe, under et møde mellem to F-16 og fire MiG-23 fra Sovjetunionens luftvåben den 29. april 1987; piloten skød sig sikkert ud med katapultsædet. Den nedskudte F-16 var sandsynligvis offer for egenbeskydning: et Sidewinder missil affyret fra den anden F-16. Den 7. juni 2002 nedskød en pakistansk F-16 en indisk drone, en israelsk-fremstillet Searcher II, tæt ved Lahore.
Det Pakistanske Luftvåben har deltaget med sine F-16 i forskellige inden- og udenlandske militære øvelser, som f.eks. "Indus Vipers"-øvelsen som blev udført i 2008 sammen med Tyrkiet. Siden maj 2009 har PAF også benyttet deres flåde af F-16 til at angribe militante stillinger og støtte den Pakistanske Hærs operationer imod Taliban i det nordvestlige Pakistan. Opgjort i november 2011, havde PAF F-16 fløjet 5.500 sorties i disse operationer. Mere end 80 % af de nedkastede bomber var laserguidede.
PAFs F-16 patruljerede grænsen til Indien under Kargil-krigen og efter terrorangrebet i Mumbai 2008.

### Tyrkiet
Türk Hava Kuvvetleri (Tyrkiets Luftvåben, TAF) fik sine første F-16 i 1987. Tyrkiske F-16 har deltaget i Bosnien-Hercegovina og Kosovo siden 1993 som støtte for de Forenede Nationers resolutioner.
Den 18. juni 1992 styrtede en græsk Mirage F-1 under en dogfight med en tyrkisk Turkish F-16. Den 8. februar 1995 styrtede en tyrkisk F-16 i det Ægæiske Hav efter at være blevet opfanget af græske Mirage F1 jagere.
Den 8. oktober 1996, 7 måneder efter krisen over Imia/Kardak, affyrede en græsk Mirage 2000 angiveligt et R.550 Magic II missil og nedskød en tyrkisk F-16D over det Ægæiske Hav. Den tyrkiske pilot døde, men det lykkedes co-piloten at skyde sig ud. Han blev reddet af græske styrker. Først i august 2012, efter nedskydningen af en RF-4E på den syriske kyst, bekræftede den tyrkiske forsvarsminister İsmet Yılmaz at den tyrkiske F-16D var blevet skudt ned af en græsk Mirage 2000 efter at have entret græsk luftrum nær øen Chios. Grækenland benægter at have skudt den tyrkiske F-16 ned. Begge Mirage 2000 - piloterne rapporterede at det tyrkiske fly brød i brand, og at de havde observeret en enkelt faldskærm.
Den 23. maj 2006 afskar to græske F-16 et tyrkisk RF-4 rekognosceringsfly og dets to F-16 eskorter ud for kysten af den græske ø Karpathos, inden for Athens FIR (Flight Information Region, flyvekontrolzone). En "tør" dogfight (uden våbenbrug) brød ud mellem de to sider, hvilkede resulterede i en kollision mellem en tyrkisk og en græsk F-16. Den tyrkiske pilot skød sig sikkert ud med katapultsædet, men den græske pilot døde på grund af skaderne der opstod ved kollisionen.
Tyrkiet har gjort ekstensiv brug af sine F-16 under konflikten med separatistiske kurdere, i de kurdiske dele af Tyrkiet og Irak. Tyrkiet startede sit første raid over grænsen den 16. december 2007, med bl.a. 50 jagerfly, som et forspil til Tyrkiets invasion af det nordlige Irak i 2008. Det var første gang Tyrkiet iscenesatte et massivt natbomberaid, og det var det Tyrkiske Luftvåbens største operation nogensinde.
Under den Syriske borgerkrig fik tyrkiske F-16 til opgave at beskytte Tyrkisk luftrum langs grænsen til Syrien. Efter nedskydningen af et RF-4 fly i juni 2012, ændrede Tyrkiet sine regler for engagement imod syriske fly, hvilket resulterede i 'scrambles' (alarmstarter) og nedskydninger af syriske kampfly. Den 16. september 2013 nedskød en tyrkisk F-16 en syrisk Mil Mi-17 helikopter i Latakia-provinsen nær den tyrkiske grænse. den 23. marts 2014 nedskød en tyrkisk F-16 en syrisk Mikoyan-Gurevich MiG-23 da denne angiveligt trængte ind i tyrkisk luftrum i forbindelse med et jordmålsangreb på oprørere med tilknytning til Al Qaeda. Den 16. maj 2016 nedskød to tyrkiske F-16 et syrisk Mohajer 4 UAV efter at dette var trængt ind i tyrkisk luftrum og var forblevet der i 5 minutter.
En tyrkisk F-16 nedskød en russisk Sukhoj Su-24 over den tyrkisk-syriske grænse den 24. november 2015. Dette gav anledning til betydelig diplomatisk gnidning mellem Tyrkiet og Rusland.

### USA
F-16 er i aktiv tjeneste ved USAF, Air Force Reserve, og Air National Guard enheder, USAFs opvisningsteam U.S. Air Force Thunderbirds, og som modstander/agressor fly for United States Navy ved Naval Strike and Air Warfare Center (Flådens "Topgun" skole).
U.S. Air Force, herunder også Air Force Reserve og Air National Guard, fløj F-16 i kamp under Operation Desert Storm i 1991 og i Balkan-området senere i 1990erne. F-16 blev benyttet til at patruljere flyveforbudszonerne i Irak under operationerne Northern Watch og Southern Watch og tjente i krigene i Afghanistan (Operation Enduring Freedom) og Iraq (Operation Iraqi Freedom) henholdsvis fra 2001 og 2003. I 2011 deltog Air Force F-16 i interventionen i Libyen.
Det forventes at F-16 vil forblive i tjeneste ved U.S. Air Force indtil 2025. Afløseren forventes at være F-35A varianten af Lockheed Martin F-35 Lightning II, som gradvist vil afløse et antal forskellige multirolle fly i de deltagende lande. På grund af forsinkelser i F-35 programmet, vil alle USAF F-16 blive levetidsforlænget og opgraderet.

### Andre
Koninklijke Luchtmacht, Det Belgiske Luftvåben, Flyvevåbnet, Luftforsvaret, Det Pakistanske Luftvåben og Venezuelas Luftvåben har alle fløjet F-16 på kampmissioner.
En Jugoslavisk MiG-29 blev skudt ned af en hollandsk F-16AM under Kosovokrigen i 1999. Belgiske og danske F-16 deltog også i de fælles operationer over Kosovo under denne krig. Hollandske, belgiske, danske og norske F-16 var udstationeret og i brug under interventionen i Libyen i 2011 og i Afghanistan. I Libyen nedkastede norske F-16 knap 550 bomber og fløj 596 missioner, i alt 17% af det samlede antal angrebsmissioner, herunder bombningen af Muammar Gaddafis hovedkvarter.
Sidst i marts 2018 annoncerede Kroatien sin intention om at indkøbe 12 stk. brugte F-16C/D "Barak"/"Brakeet" fra Israel, under forudsætning af at USA kunne godkende handelen. Indkøbet af disse F-16 ville gøre det muligt for Kroatien at sende sin aldrende flåde af MiG-21 på pension.

## Varianter
Ud over grundbetegnelserne er F-16 modellerne kendetegnet ved et stigende "Blok nummer" ("Block number") der indikerer de udførte forandringer og opgraderinger. Blokkene dækker både de en- og tosædede versioner. Der har været benyttet et stort udvalg af software, hardware, systemer, våbenkompabilitetsændringer og strukturelle forbedringer over årene for gradvis at opgradere fly i løbende produktion, og for at opgradere og efterudruste allerede leverede fly.
Selvom de fleste F-16 er produceret i overensstemmelse med bloknumrene, har der været et antal andre varianter (Den engelske Wikipedia-side over F-16 indeholder disse), som regel på grund af opgraderingsprogrammer, men andre ændringer har specialiseret de pågældende fly til en speciel rolle, som f.eks. til tæt luftstøtte, eller til rekognoscering.
Adskillige modeller blev anvendt til forsøg med ny teknologi, eller til demonstrationsformål. Designet af F-16 har også inspireret til nye flytyper. Udtjente F-16 er endog blevet ombygget til QF-16 måldroner: som skydemål kan flyene yde en sidste indsats.
F-16A/BF-16A (ensædet) og F-16B (tosædet) var de første produktionsmodeller. Disse inkluderer Block 1, 5, 10 og 20 versionerne. Block 15 var den første større ændring af flyet, med indførelsen af større horisontale stabilisatorer. Det er den mest talstærke F-16 variant med 475 producerede fly.
F-16C/DF-16C (ensædet) og F-16D (tosædet) varianterne gik i produktion i 1984. Den første C/D version var Block 25 med forbedret instrumentering i cockpittet, og en opgraderet radar som både gav flyet evne til at operere i al slags vejr, og tillod at AIM-7 og AIM-120 luft-til-luft missiler kunne affyres mod mål hinsides synsvidden. Block 30/32, 40/42 og 50/52 var senere C/D versioner. F-16C/D havde en stykpris på 18,8 millioner US$ (1998). Driftsomkostningerne pr. flyvetime har været anslået til mellem 7.000 US$ til 22.470 US$ eller 24.000 US$, afhængigt af beregningsmetoden.
F-16E/FF-16E (ensædet) og F-16F (tosædet) er nyere F-16 varianter. Block 60-versionen er baseret på F-16C/D Block 50/52 og er blevet udviklet for De Forenede Arabiske Emirater (UAE). Den har en forbedret AN/APG-80 AESA radar, forbedret instrumentering, "conformal fuel tanks" (skrogtilpassede brændstoftanke, CFT), og den kraftigere General Electric F110-GE-132 motor.
F-16INLockheed Martin tilbød F-16IN Super Viper i konkurrence med andre fly til Indiens Luftvåben. F-16IN er baseret på F-16E/F Block 60 og har bl.a. "conformal fuel tanks"; AN/APG-80 AESA radar, GE F110-GE-132A motor med FADEC motorstyring; udstyr til elektronisk krigsførelse og infrarødt søgesystem (IRST); opdateret 'glas' cockpit og et hjelmmonteret vejledningssystem. Fra 2011 var F-16IN ikke længere med i konkurrencen. I 2016 tilbød Lockheed Martin den opdaterede Block 70/72 version til Indien under "Make in India"-programmet, der ville få flyet bygget lokalt. I 2016 tilbød den Indiske regering at indkøbe 200 (potentielt op til 300) jagere i en handel til en værdi af 13–15 milliarder US$. Ved udgangen af 2017 har Lockheed Martin indvilget i at producere F-16 Block 70-jagere i Indien i samarbejde med den indiske våbenproducent Tata Advanced Systems Limited. Den nye produktionsline kan benyttes både til at bygge F-16 til Indien, og til eventuel eksport.
F-16IQI september 2010 blev United States Congress informeret om et potentielt salg af 18 stk. F-16IQ fly med tilhørende udstyr og tjenester til det nyligt genopstillede Iraks Luftvåben. Den totale værdi af salget er skønnet til 4,2 milliarder US$.
F-16NDette fly blev benyttet som 'modstander' til kamptræning af U.S. Navy. Det er baseret på en standard F-16C/D Block 30 og er forsynet med en General Electric F110-GE-100 motor. F-16N har fået forstærkede vinger, og kan bære en Air Combat Maneuvering Instrumentation (ACMI) kapsel på styrbords vingetip. Selvom den ensædede F-16N og den tosædede (T)F-16N er baseret på de tidlige Block 30 F-16C/D flystel med lille luftindsugning, har de beholdt APG-66 radaren fra F-16A/B. Derudover er flyets 20 mm kanon fjernet, og det bærer ingen missiler. Det eneste udstyr til elektronisk krigsførelse er en ALR-69 radar-advarsels modtager (RWR) og en ALE-40 chaff/flare affyrer. Flyene har standardunderstellet og halekrogen som bliver benyttet af Air Force, og kan ikke operere fra hangarskibe. Produktionen udgjorde 26 fly, hvoraf 22 var ensædede. Den første sending fly var i tjeneste mellem 1988 og 1998. På det tidspunkt blev der fundet revner i adskillige af flystellene, og eftersom Flåden ikke havde midler til at udskifte flyene blev de taget ud af tjeneste. Et enkelt fly blev sendt til samlingen i National Naval Aviation Museum på flyvestationen i Pensacola, og resten blev lagt i mølpose på Davis-Monthan AFB. Disse fly blev erstattet i 2003 af fly der var tilsigtet Pakistan, men hvis udlevering blev ramt af en embargo. De oprindelige F-16N blev fløjet af 'modstander' eskadriller baseret på NAS Oceana i Virginia; NAS Key West i Florida og den tidligere NAS Miramar i Californien. De nuværende fly bliver fløjet af Naval Strike and Air Warfare Center på NAS Fallon i Nevada.
F-16VVed Singapore Air Show i 2012 afslørede Lockheed Martin planerne for den nye F-16V variant - 'V'et i navnet stod for flyets øgenavn 'Viper' ('Hugormen'). Flyet skal medføre en AN/APG-83 AESA radar, en ny missionscomputer og nyt udstyr til elektronisk krigsførelse, automatiseret udstyr til at undgå kollisioner på jorden ("Ground Collision Avoidance System") og et antal forbedringer i cockpittet; denne 'pakke' fås også som en option til nuværende produktionsfly, og kan eftermonteres på de fleste F-16 der i øjeblikket gør tjeneste. Den første flyvetur fandt sted den 21. oktober 2015. I januar 2017 påbegyndtes opgraderingen af Taiwans F-16 flåde.
QF-16I september 2013 testede Boeing og U.S. Air Force en ubemandet F-16, som blev kontrolleret fra jorden af to US Air Force piloter. Flyet fløj fra Tyndall AFB ud over den Mexicanske Golf.

## Operatører
I juli 2010 var der leveret 4.500 F-16.
 Bahrain
- Bahrains Kongelige Luftvåben (arabisk: سلاح الجو الملكي البحريني, Royal Bahraini Air Force, RBAF) - 18 stk. F-16C, 4 stk. F-16D, taget i tjeneste 1990. Flyene er produceret i USA.[190]

 Belgien
- Det Belgiske Luftvåben (nederlandsk: Luchtcomponent, fransk: Composante air) - 136 stk. F-16A og 24 stk. F-16B, taget i tjeneste i 1979. Flyene er hovedsageligt produceret lokalt, med nogle fra USA.[191]

 Chile
- Det Chilenske Luftvåben (spansk: Fuerza Aérea de Chile) - 6 stk. F-16C og 4 stk. F-16D taget i brug 2005, 29 stk. F-16A & 7 stk. F-16B taget i brug i 2006. Flyene er produceret i USA.[192]

 Danmark
- Flyvevåbnet - 62 stk. F-16AM og 16 stk. F-16BM, taget i tjeneste i 1980. Flyene er hovedsageligt produceret i Belgien og Holland.[193]

 Egypten
- Det Egyptiske Luftvåben (Egyptian Air Force (EAF); arabisk: القوات الجوية المصرية) - Typer og antal ukendt.

 Forenede Arabiske Emirater
- De Forenede Arabiske Emiraters Luftvåben (United Arab Emirates Air Force (UAEAF)) - 55 stk. F-16E og 23 stk. F-16F, alle bygget i USA.[194]

 Grækenland
- Grækenlands Luftvåben (Hellenic Air Force (HAF) græsk: Πολεμική Αεροπορία, Polemikí Aeroporía) - 66 stk. F-16CG & 14 stk. F-16DG (Block 30) taget i tjeneste 1988; 40 stk. F-16CG & 20 stk. F-16DG (Block 50), i tjeneste 2000; 20 stk. F-16CG & 10 stk. F-16DG (Block 52+) taget i tjeneste fra 2008. Alle flyene er bygget i USA.[195]

 Holland
- Det hollandske luftvåben (nederlandsk: Koninklijke Luchtmacht, KLu) - 155 stk. F-16AM & 36 stk. F-16BM, trådt i tjeneste 1979. Nogle fly er bygget i USA, de fleste er bygget lokalt.[196]

 Indonesien
- Indonesiens Luftvåben (indonesisk: Tentara Nasional Indonesia-Angkatan Udara, TNI–AU) - Typer og antal ukendt.

 Irak
- Iraks Luftvåben (Iraqi Air Force (IQAF or IAF); arabisk: القوة الجوية العراقية, Al Quwwa al Jawwiya al Iraqiya) (kurdisk: هێزی ئاسمانی عێراقی )) - Typer og antal ukendt.

 Israel
- Israels Luftvåben (Heyl Ha'Avir hebraisk: זרוע האוויר והחלל, Zroa HaAvir VeHaḤalal) - 103 stk. F-16A & 23 stk. F-16B, taget i tjeneste 1980; 95 stk. F-16C & 54 stk. F-16D, taget i tjeneste 1987; og 102 stk. F-16I, taget i tjeneste 2004. Alle flyene er bygget i USA.[197]

 Jordan
- Det Kongelige Jordanske Luftvåben (Royal Jordanian Air Force (RJAF); arabisk:  سلاح الجو الملكي الأردني , Silāḥ ul-Jawu al-Malakī ’al-Urdunī) - 41 stk. F-16A/AM og 19 stk. F-16B/BM. Flyene er bygget i Belgien, Holland og USA.[198]

 Kroatien
- Kroatiens Luftvåben (Hrvatsko Ratno Zrakoplovsto i Protuzracna Obrana) - Angiveligt er der bestilt 12 stk. F-16 'Barak' fra Israel til levering i 2020.

 Marokko
- Marokkos Luftvåben (Royal Moroccan Air Force (RMAF), arabisk: القوات الجوية الملكية; Berber: Adwas ujenna ageldan; French: Forces royales air) - Typer og antal ukendt.

 Norge
- Det norske luftvåben (norsk: Luftforsvaret) - 60 stk. F-16A og 14 stk. F-16B, taget i tjeneste 1980. Alle flyene er bygget i Holland.[199]

 Oman
- Omans Kongelige Luftvåben (Royal Air Force of Oman, RAFO — سلاح الجو السلطاني عمان - Silāḥ al-Jaww as-Sulṭāniy ‘Umān) - 8 stk. F-16C og 4 stk. F-16D, taget i tjeneste i 2006. Flyene er bygget i USA.[200]

 Pakistan
- Det Pakistanske Luftvåben (Pakistan Air Force (PAF), urdu: پاک فِضائیہ) - Typer og antal ukendt.

 Polen
- Polens Luftvåben (Polska Wojska Lotnicze i Obrony Powietrznej) - 36 stk. F-16C og 12 stk F-16D, bygget i USA, og trådt i tjeneste i 2006.[201]

 Portugal
- Det Portugisiske Luftvåben (portugisisk: Força Aérea Portuguesa, FAP) - 17 stk. F-16A og 3 stk. F-16B (alle Block 15), taget i tjeneste 1994; 21 stk. F-16AM og 4 stk. F-16BM, taget i tjeneste i 2005. Alle flyene er bygget i USA, 'M' versionerne er overtaget fra USAF.[202]

 Rumænien
- Rumæniens Luftvåben (Fortele Aeriene Române) - 10 stk. F-16AM og 2 stk. F-16BM, trådt i tjeneste 2016. Flyene er indkøbt fra Portugal.[203]

 Singapore
- Singapores Luftvåben (Republic of Singapore Air Force, RSAF) - 13 stk. F-16A og 6 stk. F-16B, trådt i tjeneste 1988 og udtrådt af tjeneste 2005; 22 stk. F-16C og 40 stk. F-16D, trådt i tjeneste 1998. Alle flyene er bygget i USA.[204]

 Sydkorea
- Den Koreanske Republiks Luftvåben (koreansk: 대한민국 공군; Hanja: 大韓民國 空軍; Daehanminguk Gong-gun) - Typer og antal ukendt.

 Taiwan
- Taiwans Luftvåben (Republic of China Air Force (ROCAF), kinesisk: 中華民國空軍; pinyin: Zhōnghuá Mínguó Kōngjūn) - Typer og antal ukendt.

 Thailand
- Det Kongelige Thailandske Luftvåben (Royal Thai Air Force, RTAF; thai: กองทัพอากาศไทย, Kong Thap Akat Thai)) - 45 stk. F-16A og 14 stk. F-16B, trådt i tjeneste 1988. Byggested sandsynligvis USA.[205]

 Tyrkiet
- Tyrkiets Luftvåben (tyrkisk: Türk Hava Kuvvetleri) - 196 stk. F-16C og 44 stk. F-16D. I tjeneste fra 1987. Nogle fly bygget i USA, resten lokalt.[206]

 USA
- United States Air Force - P.t. er der 738 F-16C/D i tjeneste som jagere eller ground attack fly, og yderligere 12 stk. F-16C og 8 stk. F-16D er i tjeneste til testformål. Herudover har Air Force Reserve Command 69 stk. F-16C/D til rådighed, og Air National Guard har yderligere 318 stk. F-16C/D. Af de tilgængelige data fremgår det ikke hvor mange fly der totalt har gjort tjeneste.[207]

 Venezuela
- Venezuelas Luftvåben (spansk: Fuerza Aérea Venezolana, FAV) - 18 stk. F-16A og 6 stk. F-16B, bygget i USA og trådt i tjeneste 1983.[208]

### Tidligere operatører
Italien
- Italiens Luftvåben (italiensk: Aeronautica Militare; AM) havde leaset op til 30 stk. F-16A og 4 F-16B fra USAF i årene fra 2001 til 2012.[209]

## Særlige uheld og hændelser
F-16 havde i juni 2016 været involveret i over 650 uheld med tab af flystellet til følge.
- 8. maj 1975, Fort Worth, Texas. Den anden prototype (YF-16, halenummer 72-1568) øvede 9-g manøvrer før flyet skulle deltage i det store airshow i Paris. Under manøvrene fastlåstes det ene ben i understellet. Testpilot Neil Anderson foretog en nødlanding med understellet trukket op, og valgte at gøre det på græsbanen i håbet om at minimere skaderne på flyet, og for at undgå at bringe tilskuerne i fare. Flyet blev kun let beskadiget, men på grund af hændelsen blev den første prototype sendt til Paris i stedet for.[212]

- 15. november 1982, Kunsan Air Base i Sydkorea. Under en træningsflyvning blev USAF Captain Ted Harduvel dræbt, da hans fly med bunden i vejret ramte en bjergkam. I 1985 sagsøgte Harduvels enke General Dynamics og hævdede at en elektrisk fejl i styringen, og ikke en pilotfejl, var årsagen til hendes mands død; en jury tilkendte hende 3,4 millioner US$ i erstatning. Men i 1989 afgjorde U.S. Court of Appeals at firmaet havde immunitet imod sagsanlæg, og afviste dermed underrettens afgørelse. Retten holdt dog fast i at enkens påstand om en elektrisk fejl var årsagen til styrtet, og bemærkede at både General Dynamics og USAF vidste at styrekablernes isolation kunne være beskadiget, og at de oprindeligt ikke havde indrømmet problemet.[213] Ulykken og de efterfølgende retssager var emnet for filmen Afterburn(1992).[214][215]

- 23. marts 1994, Pope AFB, North Carolina. Under en fælles øvelse mellem hæren og luftvåbenet foretog en F-16D (USAF Serienr. 88-0171, fra 23. Fighter Wing, 74. jagereskadrille) en landingsanflyvning med motoren i tomgang for at simulere en landing med motorstop. Under denne manøvre kolliderede flyet med et C-130E transportfly. Efter at have forsøgt at redde flyet, skød begge besætningsmedlemmer sig ud af deres F-16, men vraget af flyet, nu på fuld efterbrænder, fortsatte mod flyvepladsens standplads, "Green Ramp", og ramte et C-141 transportfly og de faldskærmstropper der var ved at gå ombord. Uheldet resulterede i 24 dræbte og mindst 100 kvæstede.[216][217]

- Den 15. september 2003 styrtede en USAF Thunderbird F-16C under et airshow på Mountain Home AFB, Idaho. Captain Christopher Stricklin forsøgte at udføre en "Split S" manøvre, men havde baseret sin flyvehøjde på en beregning, der havde benyttet en forkert højde over havoverfladen for flyvepladsen. Efter at have startet manøvren fra 510 m. (1670 ft.) over jorden i stedet for de ønskede 760 m. (2500 ft.) havde Stricklin utilstrækkelig højde til at afslutte manøvren, men var i stand til at styre flyet bort fra tilskuerne. Han skød sig ud af flyet mindre end et sekund før anslaget mod jorden. Stricklin overlevede med mindre kvæstelser; flyet blev ødelagt. USAF ændrede sin procedure for manøvren, og forlanger nu at den reelle højde over flyvepladsen anvendes.[218][219]

- 26. januar 2015 styrtede en græsk F-16D ned på Los Llanos Air Base, mens den deltog i en NATO træningsøvelse i Albacete, Spanien. Begge besætningsmedlemmer og ni franske soldater på jorden blev dræbt da flyet styrtede ned på standpladsen. Ud over den alvorlige personskade blev der ødelagt to italienske AMX, to franske Alpha Jets og en fransk Mirage 2000.[220][221]

- 27. oktober 2015 måtte den danske pilot "HED" skyde sig ud af sin F-16 10 NM vest for Rømø. Under takeoff var det bagbords hovedhjul sprængt ved lidt over 200 km/t. Sprængningen ødelagde - ud over dækket - et af de hydrauliske systemer og en del af understellet, hvilket umuliggjorde en landing.[222]

- 7. juli 2015 kolliderede en F-16CJ med en Cessna 150M over Moncks Corner, South Carolina i USA. F-16 piloten skød sig ud med katapultsædet uden problemer, men begge ombordværende i Cessnaen blev dræbt.[223]

## Udstillede fly
Listen er ikke komplet; alene i USA er der udstillet 58 fly. Her er kun nogle af de nærmeste lande medtaget. Næsten alle udstillede fly er F-16A.
Belgien
- FA-01 – Udstillet på "Det Kongelige Museum for Forsvar og Militærhistorie" (fransk: Musée Royal de l’Armée et d’Histoire Militaire, ofte forkortet til MRA, nederlandsk: Koninklijk Museum van het Leger en de Krijgsgeschiedenis, KLM) i Bruxelles, Belgien[224]
- FA-55 – Udstillet på Chateau de Savigny les Beaune i Beaune, Frankrig. Flyet tjente tidligere ved Belgiens luftvåben.[225][226]
- FA-113 – Står portvagt på Beauvechain Air Base.[227]

Danmark
- E-174 - Udstillet på Danmarks Flymuseum i Stauning.[228]
- En F-16 er opstillet på en pylon og står portvagt indenfor hovedporten på Flyvestation Skrydstrup.
- E-176 Udstillet Hangar 2 Værløse Flyhistoriske Hangar.

Holland
- J-215 er udstillet i det Nationale Militærmuseum på den tidligere luftbase Soesterberg.[229]
- J-228 er opstillet på en pylon og står portvagt ved Leeuwarden Luftbase.[230]
- J-240 er opstillet på en pylon og står portvagt ved Volkel Luftbase, på adgangsvejen ved hovedporten.[231]
- J-246 er opstillet på en pylon og udstillet i rundkørslen ved N264/Zeelandsedijk nær hovedporten til Volkel Luftbase.[232]

Portugal
- 15150 – Udstillet på Monte Real Luftbase, Portugal

Tyrkiet
- 89-0032 – F-16C Block 40A[233] udstillet i Istanbuls Flymuseum.[234]

Tyskland
- 78-0057 – Er opstillet på en pylon og står portvagt ved Spangdahlem AB, Tyskland.[235]

## Specifikationer (F-16C Block 50)
| Besætning:                 | 1                                                                                        | Pilot                                                    |
| Længde:                    | 15,06 m                                                                                  | 49 ft 5 in                                               |
| Højde:                     | 4,88 m.                                                                                  | 16 ft                                                    |
| Spændvidde:                | 9,96 m                                                                                   | 32 ft 8 in                                               |
| Vingeareal:                | 27,87 m²                                                                                 | 300 ft²                                                  |
| Vinge:                     | NACA 64A204 fra rod til tip                                                              |                                                          |
| Tomvægt:                   | 8.570 kg                                                                                 | 18.900 lb                                                |
| Max. vægt:                 | 12.000 kg                                                                                | 26.500 lb                                                |
| Max. takeoff vægt:         | 19.200 kg                                                                                | 42.300 lb                                                |
| Motor:                     | General Electric F110-GE-129 (for Block 30-40-50) eller Pratt & Whitney F100-PW-220/220E | turbofan med efterbrænder                                |
| Antal:                     | 1                                                                                        |                                                          |
| Trykkraft:                 | 76,3 kN                                                                                  | 17.155 lbf                                               |
| med efterbrænder:          | 127 kN                                                                                   | 28.600 lbf                                               |
| Max. fart (havoverfladen): | Mach 1,2 (1.470 km/t)                                                                    | 915 mph 'ren' konfiguration                              |
| Max. fart (I højden):      | Mach 2 (2.120 km/t)                                                                      | 1.320 mph 'ren' konfiguration                            |
| Kampradius:                | 550 km                                                                                   | 295 nmi, 340 mi (Hi-lo-hi mission med fire 450kg bomber) |
| Rækkevidde:                | 4.220 km                                                                                 | 2.280 nmi, 2.620 mi med ekstratanke                      |
| Internt brændstof:         | 3.200 kg                                                                                 | 7.000 lb                                                 |
| Max.flyvehøjde:            | 15.240+ m                                                                                | 50.000+ ft                                               |
| Stigehastighed:            | 254 m/s                                                                                  | 50.000 ft/min                                            |
| Vingebelastning:           | 431 kg/m²                                                                                | 88,3 lb/ft²                                              |
| Max. g belastning:         | + 9,0 g                                                                                  |                                                          |
| Trykkraft/masse:           | 1,095                                                                                    | 1,24 med fuld last og 50% internt brændstof              |

Fast bevæbning
- 1 stk. 20 mm (0,787 in) M61A1 Vulcan 6-løbet Gatling-type maskinkanon med 511 skud.
- 2 Luft-til-luft missilskinner på vingetipperne, 6 hardpoints under vingerne, og 3 pylon-hardpoints under skroget (2 til sensorer).
- Bæreevne på hardpoints: op til 7.700 kg (17.000 lb)

Raketter
- 4 × LAU-61 raketstyr til 19 raketter eller LAU-68 med plads til 7 raketter, ladet med Hydra 70 mm APKWS[237] u-styrede raketter
- 4 × LAU-5003 raketstyr til 19 × CRV7 70 mm raketter
- 4 × LAU-10 raketstyr til 4 × Zuni 127 mm raketter

Luft-til-luft missiler
- 2 × AIM-7 Sparrow
- 6 × AIM-9 Sidewinder
- 6 × AIM-120 AMRAAM
- 6 × IRIS-T
- 6 × Python-4
- 6 × Python-5

Luft-til-jord missiler
- 6 × AGM-65 Maverick
- 4 × AGM-88 HARM
- AGM-158 Joint Air-to-Surface Standoff Missile (JASSM)

Anti-skibs missiler
- 2 × AGM-84 Harpoon
- 4 × AGM-119 Penguin

Bomber
- 8 × CBU-87 Combined Effects Munition
- 8 × CBU-89 Gator mine
- 8 × CBU-97 Sensor Fuzed Weapon
- 4 × Mark 84 bombe til generel anvendelse ('dum' bombe)
- 8 × Mark 83 do.
- 12 × Mark 82 do.
- 8 × GBU-39 Small Diameter Bomb (SDB)
- 4 × GBU-10 Paveway II
- 6 × GBU-12 Paveway II
- 4 × GBU-24 Paveway III
- 4 × GBU-27 Paveway III
- 4 × Joint Direct Attack Munition (JDAM) series
- 4 × AGM-154 Joint Standoff Weapon (JSOW)
- Wind Corrected Munitions Dispenser (WCMD)
- B61 (Kernevåben)
- B83 (Kernevåben)

Andet
- SUU-42A/A Flare og chaff dispenser eller
- AN/ALQ-131 & AN/ALQ-184 ECM pod eller
- LANTIRN, Lockheed Martin Sniper XR & LITENING targeting pod eller
- Op til 3 × 300/330/370/600 US gallon Sargent Fletcher droptanke for øget flyvetid eller
- UTC Aerospace DB-110 langdistance EO/IR sensor pod på centerlinien

Instrumentering
- AN/APG-68 radar
- MIL-STD-1553 instrumentbus til forskellige instrumenter og udstyr[238]

## Yderligere læsestof
- Drendel, Lou. F-16 Fighting Falcon – Walk Around No. 1. Carrollton, Texas: Squadron/Signal Books, 1993. ISBN 0-89747-307-8.
- Gunston, Bill. United States Military Aircraft of the 20th century London: Salamander Books Ltd, 1984. ISBN 0-86101-163-5.
- Jenkins, Dennis R. McDonnell Douglas F-15 Eagle, Supreme Heavy-Weight Fighter. Arlington, Texas: Aerofax, 1998. ISBN 1-85780-081-8.
- Sweetman, Bill. Supersonic Fighters: The F-16 Fighting Falcons. Mankato, Minnesota: Capstone Press, 2008. ISBN 1-4296-1315-7.
- Williams, Anthony G. and Dr. Emmanuel Gustin. Flying Guns: The Modern Era. Ramsbury, UK: The Crowood Press, 2004. ISBN 1-86126-655-3.